# Daphne (Alabama)

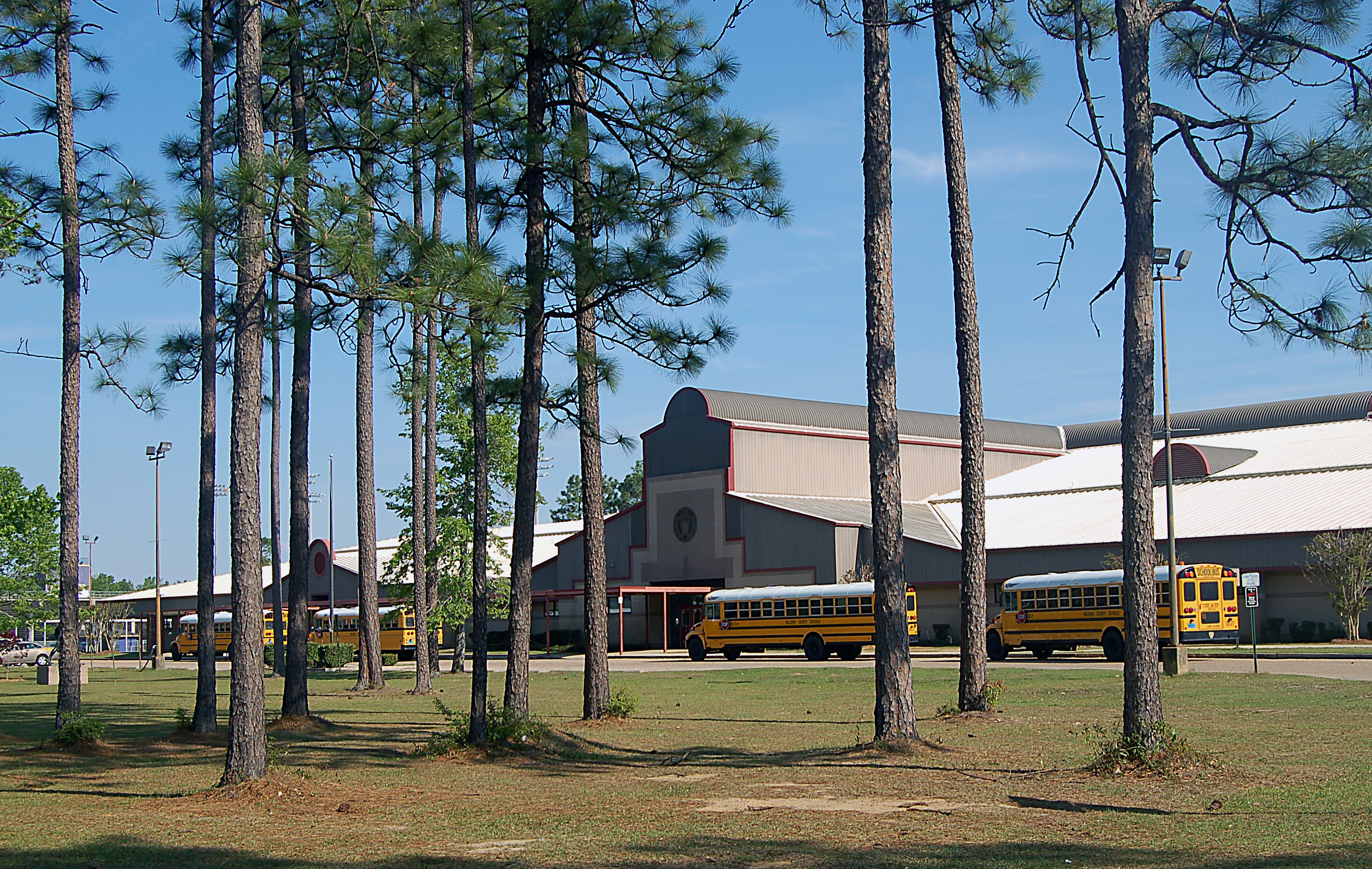
Daphne High School

Daphne is een plaats (city) in de Amerikaanse staat Alabama, en valt bestuurlijk gezien onder Baldwin County.

## Demografie
Bij de volkstelling in 2000 werd het aantal inwoners vastgesteld op 16.581.
In 2006 is het aantal inwoners door het United States Census Bureau geschat op 18.996, een stijging van 2415 (14,6%).

## Geografie
Volgens het United States Census Bureau beslaat de plaats een oppervlakte van
36,5 km², waarvan 34,9 km² land en 1,6 km² water. Daphne ligt op ongeveer 31 m boven zeeniveau.

## Plaatsen in de nabije omgeving
De onderstaande figuur toont de plaatsen in een straal van 24 km rond Daphne.